# Marvin Sandoval
Marvin René Sandoval Prado, noto semplicemente come Marvin Sandoval (22 marzo 1989), è un giocatore di calcio a 5 guatemalteco.

## Carriera
Sandoval ha disputato, con la nazionale guatemalteca, tre edizioni della Coppa del Mondo e altrettante del campionato nordamericano. È stato capocannoniere del CONCACAF Futsal Championship 2024 con 7 reti.